# Kaansa
Le kaansa (ou gan, gane, gã, kaan, kaanse, kan, kãasa) est une langue gur parlée au sud-ouest du Burkina Faso, dans la province de la Comoé (région des Cascades), les départements du Gaoua et de la Loropéni dans la province du Poni, également dans la province de la Bougouriba.
Le nombre de locuteurs était estimé à 6 000 en 1990).

## Écriture
| A | B | C | D  | E | Ɛ | F | G  | Gb | H | ' | I  | Ɩ | J | K | Kh | Kp | L | M |
| a | b | c | d  | e | ɛ | f | g  | gb | h | ' | i  | ɩ | j | k | kh | kp | l | m |
| N | Ɲ | Ŋ | Ŋm | O | Ɔ | P | Ph | R  | S | T | Th | U | Ʋ | V | W  | Y  | Z |   |
| n | ɲ | ŋ | ŋm | o | ɔ | p | ph | r  | s | t | th | u | ʋ | v | w  | y  | z |   |

Les tons sont indiqués à l’aide de signes diacritiques :
- le ton haut avec l’accent aigu ;
- le ton bas sans accent ;
- le ton ascendant avec le caron ;
- le ton descendant avec l’accent circonflexe.

La nasalisation est indiquée avec le tilde au-dessus de la lettre de voyelle. Si cette voyelle suit une consonne nasale le tilde n’est pas nécessaire, la nasalisation étant automatique‹ ã ẽ ɛ̃ ĩ ɩ̃ õ ɔ̃ ũ ʋ̃ ›. Ces voyelles peuvent aussi porter un signe diacritique indiquant le ton.